# مؤسسه زیست‌شناسی ژنومی کارل ووز

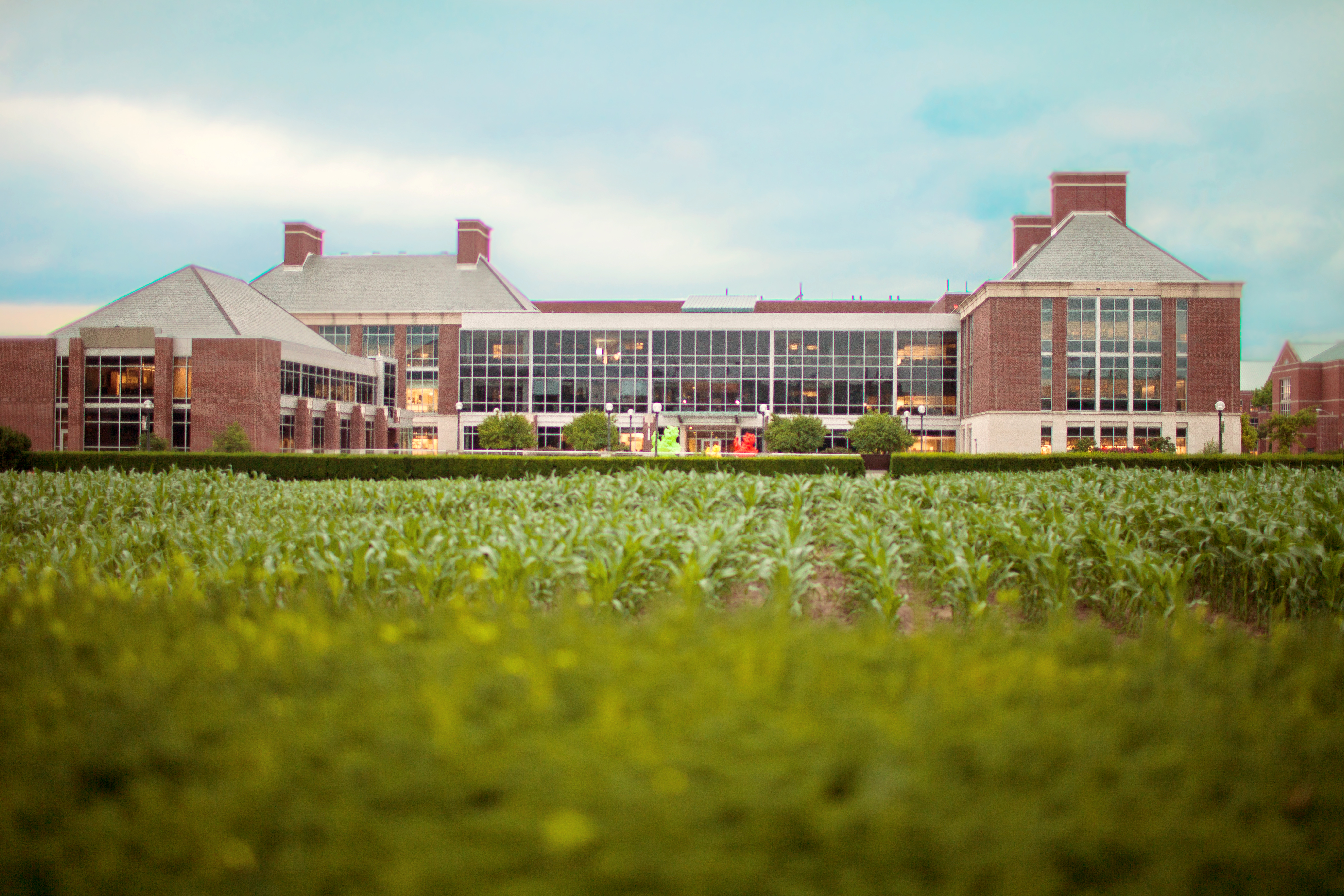
مؤسسه زیست‌شناسی ژنومی کارل ووز

مؤسسۀ زیست‌شناسی ژنومی Carl R. Woese به‌اختصار IGB، یک مرکز تحقیقات ژنومیک در دانشگاه ایلینوی اربانا شمپین است. ساخت IGB، که در سال ۲۰۰۶ به پایان رسید به‌منظور متمرکز کردن تحقیقات بیوتکنولوژی در دانشگاه ایلینوی است. هدف IGB فراهم‌کردن محیطی مشترک برای محققان با زمینه‌های گوناگون علمی بوده تا بتوانند برای حل مسائل مختلف ژنومیک جمع شوند. این مرکز تحقیقات ژنومی با داشتن ماهیت میان رشته‌ای به دنبال ایجاد راه‌حل‌های نوآورانه درمورد مشکلات مربوط به بهداشت، محیط زیست و تولید مواد غذایی است. تحقیقات کنونی در IGB به بررسی پایه‌های ژنومیک طیف گسترده‌ای از پدیده‌ها ازجمله پیشرفت سرطان، تأثیر تغییرات بوم‌شناختی جهانی، رشد بافت و اندام‌ها و تنوع رفتار جانوران می‌پردازد. این مؤسسه که در ابتدا مؤسسۀ زیست‌شناسی ژنومی نام‌گذاری شده بود، در سال ۲۰۱۵ به پاس خدمات کارل ووز به علم رسماً نام خود را به مؤسسه زیست‌شناسی ژنومی کارل ووز تغییر داد.

## پژوهش‌ها

### اهداف
موضوعات تحقیقاتی در IGB به چالش‌های اجتماعی مرتبط با سلامت، محیط زیست، فناوری‌های DNA و تولید موادغذایی می‌پردازد. تحقیقات کنونی این مرکز در فهرست زیر ذکر شده‌است:
| موضوع                                       | رهبر تم          | توضیحات تحقیق                                                                    |
| ------------------------------------------- | ---------------- | -------------------------------------------------------------------------------- |
| کشفیات ضد سرطان از حیوانات اهلی به انسان‌ها  | پل هرگنروت       | ایجاد راهکارهای درمانی سرطان در حیوانات اهلی و تعمیم دادن آن‌ها به سرطان در انسان |
| زیست پیچیدگی (BCXT)                         | نیگل گلدنفلد     | بررسی منشأ حیات و رفتار سامانه‌های زیستی                                          |
| طراحی زیست سیستمها (BSD)                    | هویمین ژائو      | به‌کارگیری اصول مهندسی در سامانه‌های زیستی طبیعی و مصنوعی                          |
| محاسبات ژنوم برای سلامت باروری (CGRH)       | (TBD)            | تعامل بین عوامل ژنتیکی و محیطی که بر اختلالات تولیدمثل تأثیر می‌گذارد             |
| شبکه‌های ژنی در زیست‌شناسی عصبی و تکوین(GNDP) | لیزا استاببز     | تأثیر فعالیت هماهنگ ژن‌ها بر تنوع زیستی                                           |
| ژنتیک عفونی در سلامت (IGOH)                 | راشل ویتاکر      | بررسی چگونگی اثر میکروب‌ها بر سلامتی و بیماری‌ها در محیط‌های زندگی انسانی           |
| مهندسی متابولیک میکروبیوم (MME)             | اسحاق کن         | به بررسی روابط میان میکروبیوم انسانی، محیط زیست و سلامتی می‌پردازد.               |
| استخراج ژنوم میکروبی (MMG)                  | ویلیام متکالف    | کشف مولکول‌های کوچک که ممکن است راه‌حل‌های جدید پزشکی ارائه دهند                    |
| فناوری نانو Omics برای پزشکی سرطان (ONC-PM) | برایان کانینگهام | ایجاد فناوری جدیدی را برای شناسایی و مدیریت تومورهای سرطانی                      |
| زیست‌شناسی ترمیمی و مهندسی بافت (RBTE)       | برندان هارلی     | مطالعه جایگزینی یا ترمیم بافت‌ها و اندام‌ها                                        |